# Synagoga v Tučapech

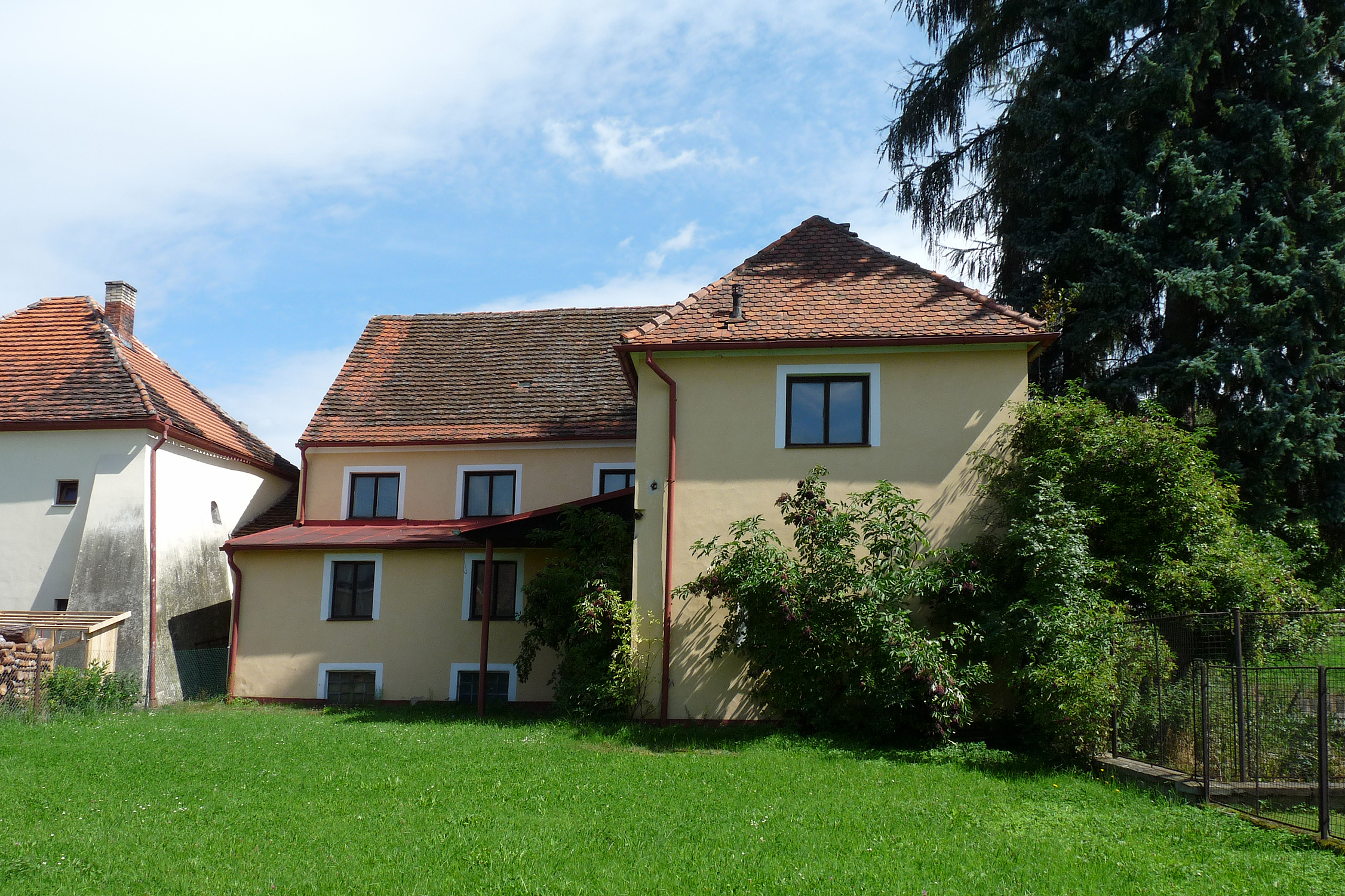
Pohled k synagoze z jihu, vepředu a vpravo přístavba

Synagoga stojí v obci Tučapy č.p. 61 v okrese Tábor v Jihočeském kraji. Nalézá se mezi domy č. p. 64 a 63 jihozápadně od obecního úřadu a centra obce.

## Historie
Do zbudování synagogy v obci fungovala pouze modlitebna v patře židovské školy, což je nyní obytný dům č. p. 64. První synagoga byla v Tučapech postavena roku 1779, v roce však 1867 vyhořela a musela být postavena budova nová, k čemuž došlo již o rok později. Dochovaná jména rabínů jsou Schiller, Freund, Epoch a Schick, mezi jména učitelů židovské školy patřili do jejího zrušení roku 1881 Erben, Freund, Ganz a Kohn. Je známo, že bohoslužby se zde konaly do první světové války. Místní obyvatelé vzpomínají, že na prostoru dnešní zahrady, tehdy v nižší úrovni bez navršené zeminy, se konaly košer porážky, během kterých se v okolí shromažďovalo nežidovské obyvatelstvo čekající, zda se porážka nepovede podle pravidel a maso nebudou moci získat sami.
Již od roku 1921 se o budovu synagogy zajímala místní Sokolská jednota, získat si ji ale podařilo až roku 1933 a o rok později byla budova slavnostně otevřena jako sokolovna. V říjnu 1940 však došlo ke zrušení sokolských organizací, jejichž majetek pak propadl ve prospěch Říše a sokolovna byla zapečetěna spolu s veškerým zbožím zabaveným v obchodech místních židovských obyvatel. K budově obdélníkového půdorysu bývalé synagogy pak byla připojena přístavba – nízká podél jihozápadní stěny a dvoupatrová jako jižní křídlo. V 50. letech 20. století pak byla přestavěna na moderní tělocvičnu a byla využívána až do doby, kdy v Tučapech vznikl komplex základní školy s vlastní tělocvičnou, která je na rozdíl od sokolské vytápěná.
Židovská škola byla se synagogou spojena dodnes zvenku dobře viditelným průchodem, jenž byl zastavěn při sokolské přestavbě budovy synagogy. Při pohledu zevnitř již synagogu nic nepřipomíná, průchod do školy je zazděn pod jedním z basketbalových košů. Do tělocvičny bylo v 50. letech možné chodit také vchodem v severní stěně, který se dnes nachází na pozemku domu č. 64.
V současném domě č. p. 65 v sousedství obou výše zmiňovaných budov sídlil rabinát.